# Музыка для струнных, ударных и челесты
Музыка для струнных, ударных и челесты (венг. Zene húros hangszerekre, ütőkre és cselesztára) Sz. 106, BB 114 — сочинение Белы Бартока для камерного оркестра, одно из самых репертуарных его произведений. «Музыка» написана в 1936 году, впервые исполнена в Базеле в 1937 году Базельским камерным оркестром под управлением Пауля Захера. Продолжительность звучания (явно предписана композитором): 25’40.

## Состав и строение
Основную функциональную нагрузку берёт на себя струнный оркестр. В партитуре выписаны две партии ударных: один ударник играет только на литаврах, в арсенале другого — большой и малый барабаны, тамтам, тарелки, ксилофон. В партитуре также присутствуют челеста, арфа и фортепиано. При том, что последнее не вынесено в заглавие, удельный вес его в концепции целого не менее велик, чем (вынесенной в заглавие) челесты. К пианисту по ходу присоединяется исполнитель партии челесты, поскольку некоторые разделы фортепианной партии выписаны композитором для четырёхручного исполнения. Барток также предписывал особую рассадку: струнники делятся на две группы и садятся по обе стороны от центрального сценического подиума, на котором располагаются остальные инструменты (эта рассадка, как правило, не соблюдается).
Произведение состоит из четырёх частей с темповыми обозначениями, напоминающими камерную симфонию эпохи романтизма:
1. Andante tranquillo
2. Allegro
3. Adagio
4. Allegro molto

## Особенности стиля и техники композиции
Через всё произведение проходит тема фугато (I части), которую Барток искусно варьирует, меняя её ритм (II часть), мелодию и гармонизацию (IV часть).
Барток придавал большое значение установленным им темпам. Он явно указал в партитуре, что общая продолжительность звучания должна составлять 25’40, с детализацией по частям: 6’30 (I), 6’55 (II), 6’35 (III), 5’40 (IV). На практике интерпретации «Музыки» нередко занимают около 30 минут, например, в записях С. Одзавы, Ю. Орманди, Л. Бернстайна, П. Булеза.

## Аудиозаписи
«Музыка» принадлежит к числу наиболее часто исполняемых сочинений Бартока. Первую запись осуществил в 1949 году Камерный оркестр Лос-Анджелеса под управлением Гарольда Бёрнса. Среди других записей:
- Оркестр «Филармония» / Г. фон Караян (1949)
- Симфонический оркестр RIAS / Ф. Фричай (1954)
- Оркестр BBC Proms / А. Боулт (ок. 1955)
- Чикагский симфонический оркестр / Ф. Райнер (1958)
- Оркестр Стоковского / Л. Стоковский (1959)
- Лондонский симфонический оркестр / А. Дорати (1960)
- Нью-Йоркский филармонический оркестр / Л. Бернстайн (1961)
- Филадельфийский оркестр / Ю. Орманди (1963)
- Лондонский симфонический оркестр / Г. Шолти (1963)
- Ленинградский филармонический оркестр / Е. А. Мравинский (1965; концертная запись)
- Симфонический оркестр Би-Би-Си / П. Булез (1967)
- Берлинский филармонический оркестр / Г. фон Караян (1969)
- Academy of St Martin in the Fields / Н. Марринер (1970)
- Оркестр Московской филармонии / К. П. Кондрашин (ок. 1974)
- Бостонский симфонический оркестр / С. Одзава (ок. 1981)
- Монреальский симфонический оркестр / Ш. Дютуа (1987)
- Филармонический оркестр Осло / М. Янсонс (1990)
- Венгерский госоркестр / Адам Фишер (1992)
- Чикагский симфонический оркестр / П. Булез (1994)
- Лос-Анджелесский филармонический оркестр / Э.-П. Салонен (1996)
- Симфонический оркестр Торонто / Ю.-П. Сарасте (1997)
- Симфонический оркестр Венгерского радио и ТВ / Д. Лехель